# پرچم بلغارستان
پرچم بلغارستان یک پرچم سه رنگ است که از سه نوار افقی هم اندازه، از بالا به پایین سفید، سبز و قرمز تشکیل شده‌است. این پرچم برای اولین بار پس از جنگ روسیه و عثمانی (۱۸۷۷–۱۸۷۸)، زمانی که بلغارستان استقلال یافت، به کار گرفته شد. پرچم ملی در برخی مواقع با نشان دولتی، به ویژه در دوران کمونیستی همراه بود. پرچم فعلی با قانون اساسی بلغارستان در ۱۹۹۱ مجدداً طراحی و در قانون سال ۱۹۹۸ تأیید شد.

## معنی و طراحی
رنگ سفید نشان دهنده صلح و رفاه، رنگ سبز نشان دهنده کشاورزی و ثروت و قرمز نشان دهنده مبارزه استقلال و شجاعت نظامی است.